# 岡田龍之介
岡田 龍之介（おかだ りゅうのすけ、1955年1月17日 - ）は、日本のチェンバロ奏者。

## 略歴

### 学歴
1955年1月17日、東京都に生まれる。慶應義塾大学経済学部と東京芸術大学音楽学部楽理科をそれぞれ卒業後、1986年に東京藝術大学大学院修士課程修了。音楽学を角倉一朗に、チェンバロを有田千代子、渡邊順生に師事する。

### 職歴
1983年の「村の占い師」でデビュー以来、栃木蔵の街音楽祭、フィンランド音楽祭等、国内外の数多くの音楽祭や演奏会に出演。多くの演奏家との共演やアンサンブルで培った通奏低音の技術は高度なものを持ち、伴奏者として高い評価を受ける。独奏者としても活発に活動している。
その他、日本チェンバロ協会第5期会長、洗足学園音楽大学でチェンバロ講師、山梨古楽コンクール審査員、都留音楽祭講師、ムジカ・レセルヴァータ主宰、ザロモン室内管弦楽団指揮者、フラワーコミュニティ放送「クラシックの散歩道」メインパーソナリティを務める。

## 出演
ラジオ
- 「クラシックの散歩道」（フラワーコミュニティ放送、メインパーソナリティ）[1]